# VIRGIN BEAT
「VIRGIN BEAT」（ヴァージン・ビート）は、1994年8月29日に発売された氷室京介の10枚目のシングルである。

## 解説
- 「KISS ME」以来、1年8ヶ月ぶりのシングル。
- PVは、氷室が摩天楼に立つものであった。このシングルと1ヵ月後に発売された5thアルバム『SHAKE THE FAKE』もこのジャケット写真となっている。氷室の曲の中では3番目に売れた。
- このシングルとアルバム『SHAKE THE FAKE』を境に氷室は東芝EMIからポリドールへ移籍するが、2003年の「Claudia」では再び東芝EMIに戻る。この年は氷室がこのアルバムの製作に試行錯誤を重ねたことが災いし、自律神経失調症を発症。拠点も本格的にロサンゼルスへ移している。

## 収録曲
1. VIRGIN BEAT
  - 作詞：松井五郎 / 作曲：氷室京介 / 編曲：ホッピー神山

カメリアダイヤモンドCMソング。
PVでは、シングルバージョンが使用されている。
本人曰く、「自分の好きなコード進行で製作した」楽曲のひとつ。浮き沈みの激しい曲で冒頭のサビに加えAメロ・Bメロ・Cメロが2回繰り返されてから次のサビに移るため曲の一番のみで3分に迫るほどに長い。氷室はこういった浮き沈みの激しい曲が好みらしい（ベストアルバム『SINGLES』より）。
アルバム『SHAKE THE FAKE』に収録されているものはアルバムバージョンで表記上は「VIRGIN BEAT (Re-mix)」となっている。大きな変化はないが、シングルバージョンが1番のBメロで使用されているキーボードのパートが2番のBメロではなくなっている一方、アルバムに収録されているものはそのまま2番のBメロでも使用されており、こちらの方が演奏時間が4秒長い。1994年12月のライブの模様を収めたビデオ（DVD）「LIVE AT THE TOKYO DOME SHAKE THE FAKE TOUR」で披露されたものも近年のベストアルバムに収録されているものもアルバムバージョンである。
長らくシングルバージョンでのアルバムへの収録はされていなかったが、2016年発売のベストアルバム『L'EPILOGUE』で初収録となった。
2. DON'T SAY GOOD-BYE
  - 作詞：松井五郎 / 作曲：氷室京介 / 編曲：西平彰、ホッピー神山

アルバム『SHAKE THE FAKE』に収録されているものはアルバムバージョンで表記上は「DON'T SAY GOOD-BYE (Re-mix)」となっている。シングルバージョンとは大きくアレンジが変えられており、新たにギターパートが加えられている。
シングルバージョンは現在も本作でしか聴けない。

## 収録アルバム
VIRGIN BEAT
- SHAKE THE FAKE (アルバムバージョン)
- SINGLES (アルバムバージョン)
- Case of HIMURO (アルバムバージョン)
- 20th Anniversary ALL SINGLES COMPLETE BEST JUST MOVIN' ON 〜ALL THE-S-HIT〜 (アルバムバージョン)
- KYOSUKE HIMURO 25th Anniversary BEST ALBUM GREATEST ANTHOLOGY(アルバムバージョン)
- L'EPILOGUE

DON'T SAY GOOD-BYE
- SHAKE THE FAKE (アルバムバージョン)

## ライブ映像作品
VIRGIN BEAT
- LIVE AT THE TOKYO DOME SHAKE THE FAKE TOUR
- CASE OF HIMURO 15th Anniversary Special LIVE
- KYOSUKE HIMURO TOUR2003 "HIGHER THAN HEAVEN"AT YOYOGI NATIONAL STADIUM
- SPECIAL GIGS THE BORDERLESS FROM BOØWY TO HIMURO
- KYOSUKE HIMURO 25th Anniversary TOUR GREATEST ANTHOLOGY -NAKED-FINAL DESTINATION DAY-01
- KYOSUKE HIMURO LAST GIGS
- KYOSUKE HIMURO THE COMPLETE FILM OF LAST GIGS

DON'T SAY GOOD-BYE
- SOUL STANDING BY〜

## オ室京介
- フジテレビ系『めちゃ×2モテたいッ!』の番組内企画「俺をこう撮れスペシャル!!」にて、岡村隆史扮するオ室京介主演でこの曲のPVのコピーが作られたことがある。製作の進行や岡村の扮装だけは笑い在りのバラエティらしいものであったが、カット割りやカメラアングル、振り付け等はオリジナルを忠実に再現したものであった。地上数十メートルの高さに伸ばしたクレーンの先の足場で岡村は、オリジナルの氷室同様命綱を付けずに演じ切った。完成品は氷室とそのスタッフの元にも送り届けられ、氷室は番組にコメントを寄せた。岡村は後に『めちゃ×2イケてるッ!』でも同じく氷室の曲「SQUALL」のパロディPVを製作している。